# Veliki komet iz leta 1106
Véliki komet iz leta 1106 ali X/1106 C1 je komet, ki se je pojavil 2. februarja 1106. Opazovali so ga lahko od februarja do sredine marca po vsem svetu. Opazili so, da je razpadel na več delov. Predvidevajo, da so iz delov, ki so nastali,  Veliki komet iz leta 1882, Komet Ikeya-Seki in SOHO-620.
Komet je član Kreutzove družine kometov. Nastal je iz večjega kosa po razpadu starševskega kometa na večji in manjši del. 

## Omembe v dokumentih
- omenja ga Sigebert of Gembloux (okoli 1030 – 1112) v svoji Chronicon sive Chronographia iz leta 1111
- De Significatione Cometarum
- Dainihonši (1715)
- Wen sien t'ung k'ao (1308)
- Sung ših (1345)
- Hsü Tung Čien Kang Mu (1476)
- Historia Hierosolymitana